# Lingue nilo-sahariane
Le lingue nilo-sahariane sono una famiglia linguistica parlata in Africa, principalmente nelle parti superiori del fiume Chari e del Nilo (dove il termine Nilo- comprende anche la Nubia storica).

## Distribuzione geografica
Le lingue appartenenti coprono 17 nazioni nella porzione settentrionale dell'Africa: dall'Algeria e dal Mali a Nord-Ovest al Benin, la Nigeria e la Repubblica Democratica del Congo a Sud, ad Est dall'Egitto alla Tanzania (Somalia esclusa). La parte più estesa delle sottofamiglie principali si trova nell'odierno Sudan, in cui scorre il Nilo con tutte le sue incarnazioni: il Nilo bianco e il Nilo azzurro, che confluiscono per formare il Nilo principale all'altezza di Khartum. Come si può vedere nel nome col trattino, quella nilo-sahariana è principalmente una famiglia linguistica dell'entroterra africano, nel bacino idrografico del Nilo e dei suoi affluenti, e del Sahara centrale.
Nel 1987 erano circa 11 milioni le persone che parlavano una lingua nilo-sahariana, secondo le stime di Merritt Ruhlen.  La famiglia presenta parecchie distinzioni interne, molto più di quanto non ne presenti la famiglia indo-europea o persino quella niger-kordofaniana, cosa che la rende piuttosto controversa e non accettata da tutti gli etno-linguisti. Nodo centrale delle controversie è l'inclusione delle lingue songhay, che comprende la lingua di Timbuktu e del suo impero.

## Classificazioni

### Bender 1997
Lionel Bender le classifica secondo il seguente modello, leggermente modificato rispetto a quello del 1989:
1. Lingue songhay
2. Lingue sahariane
3. Lingue kuliake
4. Gruppo gravitante:
  1. Lingue maban
  2. Lingue fur
  3. Lingua berta
  4. Gruppo centrale nilo-sahariane
    1. Lingue sudaniche orientali
    2. Lingue sudaniche centrali
    3. Lingue komuz
    4. Lingue kadu

### Ehret 2001
Nella sua ricostruzione delle lingue nilo-sahariane, Christopher Ehret le classifica come segue in maniera maggiormente dettagliata:
- Lingue koman
- Lingue sudaniche
  - Lingue sudaniche centrali
  - Lingue sudaniche settentrionali
    - Lingue kunama
    - Lingue saharo-saheliane
      - Lingue sahariane
      - Lingue saheliane
        - Lingue fur
        - Lingue trans-saheliane
          - Lingue saheliane occidentali
            - Lingue songhay
            - Lingue maban

          - Lingue saheliane orientali
            - Lingue astaboran
              - Lingua nara
              - Lingue astaboran occidentali
                - Lingue nubiane
                - Lingue taman

            - Lingue kir-abbaian
              - Lingue jebel
                - Lingue jebel orientali
                - Lingua berta

              - Lingue kir
                - Lingue delle montagne di Nuba (compreso lo nyimang)
                - Lingue daju
                - Lingue surma-nilotiche
                  - Lingue surmiche
                  - Lingue nilotiche

            - Lingue rub (Ik e altre)

### Ethnologue 18ª edizione (2015)
Ethnologue nella sua 18ª edizione del 2015 classifica la famiglia nel seguente modo:
(tra parentesi tonda il numero di lingue che formano i vari sottogruppi)
[tra parentesi quadre, per le lingue isolate, in corsivo, il codice linguistico internazionale e la nazione in cui sono parlate]
- Lingue nilo-sahariane (205)
  - Lingua berta [wti] [Etiopia]
  - Lingue sudaniche centrali (64)
    - Lingue sudaniche centro-orientali (22)
    - Lingue sudaniche centro-occidentali (42)
      - Lingue Bongo-Bagirmi (40)
      - Lingue Kresh (2)

  - Lingue sudaniche orientali (97)
    - Orientali (27)
    - Lingue Kuliak (3)
    - Lingue nilotiche (53)
    - Occidentali (14)

  - Lingue fur (2)
  - Lingue Kadugli-Krongo (6)
  - Lingue Komuz (6)
  - Lingua kunama [kun] [Eritrea]
  - Lingue Maban (9)
  - Lingue sahariane (10)
    - Lingue sahariane orientali (2)
    - Lingue sahariane occidentali (8)

  - Lingue songhai (9)